# آوگوستینوس کاپودیستریاس
آوگوستینوس کاپودیستریاس (انگلیسی: Augustinos Kapodistrias؛ ۱۷۷۸ – ۱۸۵۷) یک سیاست‌مدار اهل یونان بود.